# Кинзи Кеннер
Кинзи Кеннер (англ. Kinzie Kenner, настоящее имя Николь Д’Анджело (англ. Nicole D'Angelo); род. 22 июля 1984, Калифорния, США) — американская порноактриса.
Кеннер пришла в порноиндустрию в 2003 году в возрасте 19 лет. Осенью 2005 года она перенесла операцию по увеличению груди. В 2008 году она вместе с ещё несколькими порноактрисами снялась в клипе рэпера Necro на песню «Who’s Your Daddy?».
По данным на 2020 год, Кинзи Кеннер снялась в 182 порнофильмах и срежиссировала 2 порноленты.

## Ранние годы
Родилась 22 июля 1984 г. в штате Калифорния, США. Выросла в Калифорнии, её семья много раз переезжала в разные города штата. В школьные годы посещает клубы танцев, предпочитая сальсу, современные танцы и хип-хоп.

## Премии и номинации
- 2006 XRCO Award победа — Cream Dream[5]
- 2006 AVN Award номинация — Best Couples Sex Scene (Video) (с Кристианом XXX)
- 2007 AVN Award номинация — Лучшая исполнительница года
- 2007 AVN Award номинация — Best Anal Sex Scene (Video) (с Рэнди Спирсом)
- 2007 AVN Award номинация — Best Tease Performance[6]